# Rentmühle
Die Rentmühle steht am Neffelbach bei Wollersheim im Kreis Düren.
Die Mühle war oberschlächtig und hatte zwei Mahlgänge. Sie hatte mit 10 m Durchmesser eines der größten Wasserräder in Europa. Eine Rentmühle war diejenige, bei der die Pacht (Rente) eingesammelt wurde. Der Pfarrer von Wollersheim bekam jährlich sechs Malter Korn.
Das Haus wird als Wohnhaus genutzt.

## Denkmalbeschreibung
Schon seit dem Mittelalter gibt es nachweislich eine Reihe von Wassermühlen im Neffelbachtal. Bei der oben genannten Rentmühle handelt es sich um eine Pachtmühle, so sagt es der Name, ihre Ursprünge können allerdings heute noch nicht eindeutig bestimmt werden. Zur Zeit der Säkularisation wurde die Mühle enteignet und der damals dort schon ansässigen Familie Reuter verkauft. Heute beschreibt der Gebäudekomplex eine dreiflügelige Hofanlage, die sich wie folgt zusammensetzt: Einem Wohnhaus des 18. Jahrhunderts aus verputztem Bruchstein mit Sandsteinfenstergewänden wurde im frühen 20. Jahrhundert ein Fachwerkerweiterungsbau vorangestellt. Dahinter schließt sich ein kleiner Putzbau des 19. Jahrhunderts an. An diesen fügt sich im rechten Winkel die Mühle sowie Stallungen an, in Fachwerkbauweise des 18. Jahrhunderts. Die Mühlenanlage im Winkel untergebracht, ist wegen ihrer seltenen Vollständigkeit besonders hervorzuheben, sie ist heute noch funktionsfähig. Im Norden bilden wiederum Fachwerkwirtschaftsgebäude den Hofabschluss an deren östlichen Giebel eine moderne Halle angebaut wurde, ohne Denkmalwert. Die Hoffläche sowie der vorgelagerte Hausgarten wird von einem schmiedeeisernen Zaun im Stil der 1920er Jahre (Art d´Ecorative) eingefasst.
Die Mühle ist unter Nr. 14 am 22. Mai 1984 in die Denkmalliste der Stadt Nideggen eingetragen worden. Der Mühlengraben ist unter den Nummern 125, 127 und 130 in die Denkmalliste eingetragen.

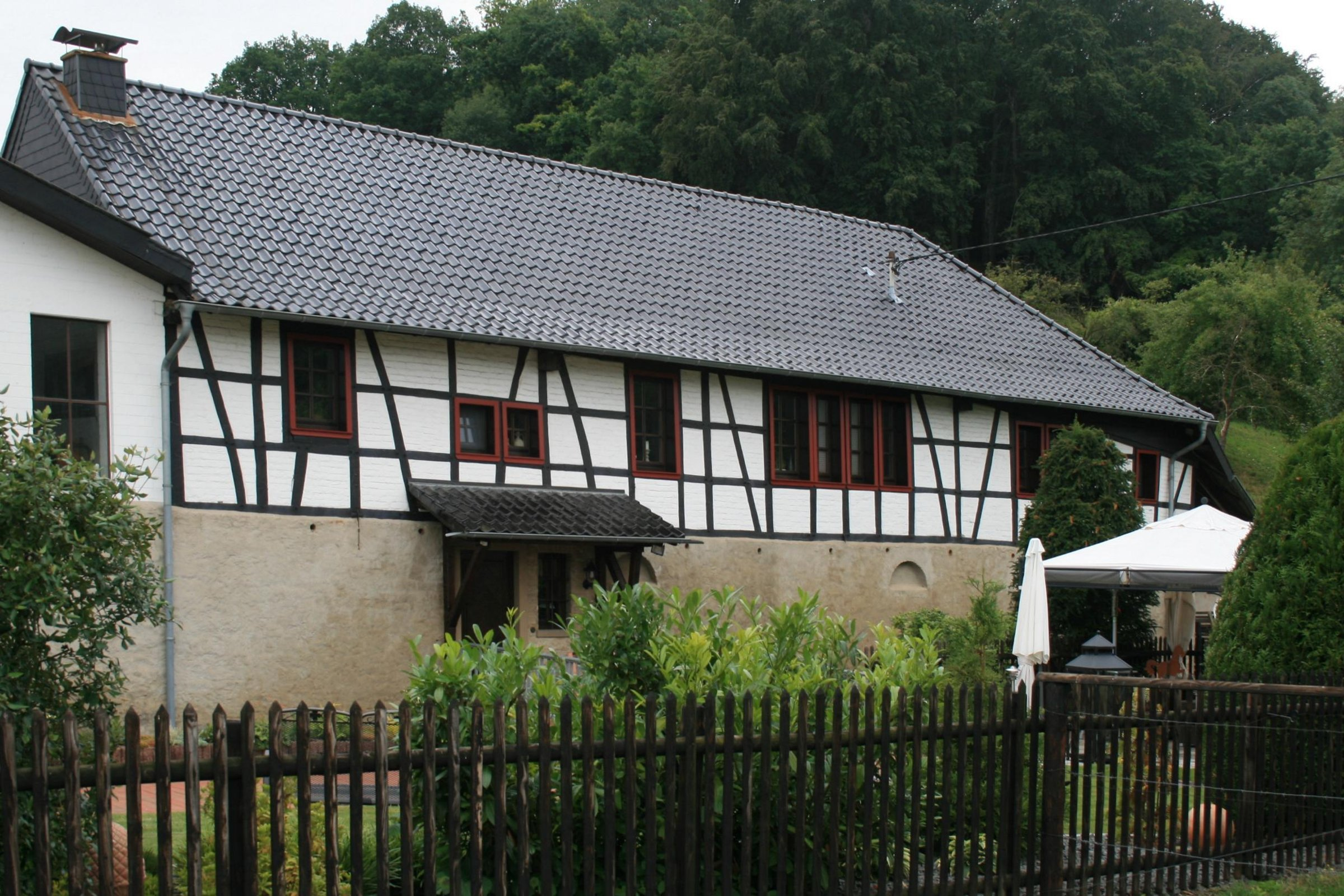
Die Rentmühle
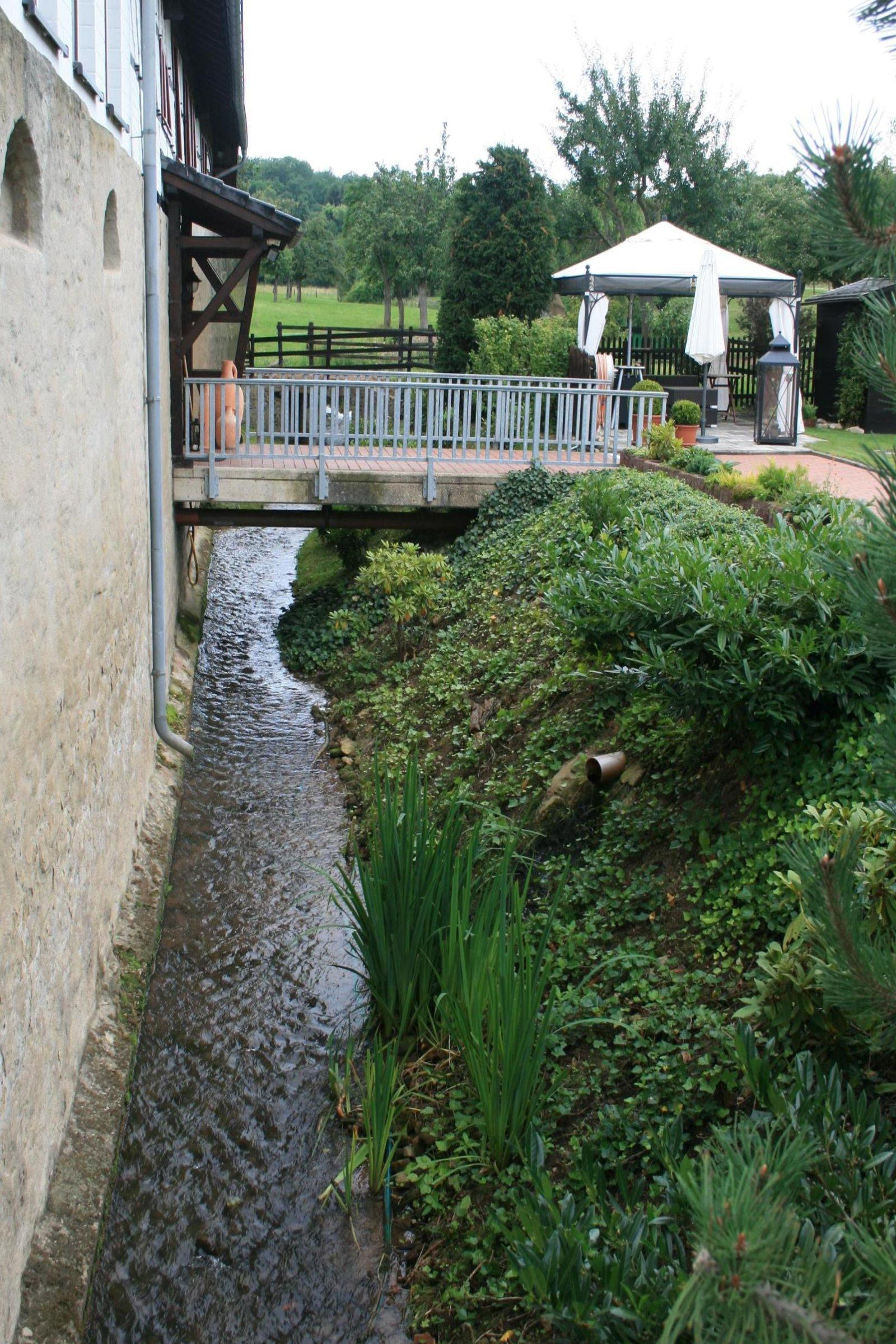
Der Mühlengraben an der Rentmühle